# Adeodato Giovanni Piazza
Pour les articles homonymes, voir Piazza.
Adeodato Giovanni Piazza, né le 30 septembre 1884 à Vigo di Cadore, en Vénétie, Italie, et mort le 30 novembre 1957 à Rome, est un cardinal italien de l'Église catholique romaine. Il est membre de l'ordre du Carmel.

## Biographie
Après son ordination, Piazza est professeur dans les maisons des carmélites à San Vigilio, Adro et Brescia et au lycée de Venise. En 1915 il est élu prieur de l'abbaye de Tombetta Veronese et en 1921 du monastère et de l'école d'Adro. Il est secrétaire du supérieur général de son ordre à Rome en 1922-1925 et procurateur général de son ordre en 1925-1930. Piazza est élu archevêque de Bénévent en 1930 et de 1935 à 1948 il est patriarche de Venise.
Le pape Pie XI le créé cardinal de l'église Santa Prisca lors du consistoire du 13 décembre 1937. Le cardinal Piazza est secrétaire de la Congrégation consistoriale à partir de 1948. Il est supérieur des scalabriens. Le cardinal Piazza participe au conclave de 1939, lors duquel Pie XII est élu.

## Succession apostolique
Adeodato Giovanni Piazza a ordonné les évêques suivants :
- Archevêque Domenico Marsiglia (1931)
- Évêque Teodorico de Angelis (1934)
- Évêque Michele Raffaele Camerlengo, O.F.M. (1935)
- Évêque Antonio Teutonico (pl) (1936)
- Archevêque Ugo Camozzo (it) (1938)
- Évêque Umberto Ravetta (1938)
- Archevêque Raffaele Mario Radossi (it), O.F.M.Conv. (1942)
- Archevêque Costantino Stella (it) (1942)
- Évêque Carlo Zinato (it) (1943)
- Évêque Girolamo Bartolomeo Bortignon (it), O.F.M.Cap. (1944)
- Évêque Giovanni Battista Piasentini (it), C.S.Ch. (1946)
- Cardinal Giovanni Urbani (1946)
- Évêque Domenico Savarese (it) (1947)
- Cardinal Egidio Vagnozzi (1949)
- Évêque Tarcisio Vincenzo Benedetti, O.C.D. (1949)
- Évêque Matteo Guido Sperandeo (it) (1949)
- Archevêque Paolo Botto (it) (1949)
- Évêque Antonio Bergamaschi (it) (1950)
- Cardinal José Clemente Maurer, C.SS.R. (1950)
- Cardinal Paul-Émile Léger, P.S.S. (1950)
- Évêque Luigi Faveri (fi) (1950)
- Archevêque Armando Fares (1950)
- Cardinal Sergio Pignedoli (1951)
- Évêque Agostino D'Arco (it) (1951)
- Cardinal Francesco Carpino (1951)
- Évêque Pasquale Venezia (1951)
- Archevêque Fulton John Sheen (1951)
- Évêque Maxime Tessier (1951)
- Évêque Biagio D'Agostino (it) (1952)
- Archevêque Pacifico Perantoni (es), O.F.M. (1952)
- Évêque Luigi Pirelli (it) (1952)
- Évêque Joseph Gargitter (it) (1952)
- Archevêque Guglielmo Motolese (it) (1952)
- Évêque Artemio Prati (it) (1953)
- Archevêque Alberto Castelli (it) (1953)
- Évêque Enrico Romolo Compagnone, O.C.D. (1953)
- Évêque Giuseppe Pullano (it) (1953)
- Cardinal Sebastiano Baggio (1953)
- Archevêque Arrigo Pintonello (it) (1953)
- Cardinal José Humberto Quintero Parra (1953)
- Évêque Placido Maria Cambiaghi (it), B. (1953)
- Évêque Domenico Bornigia (it) (1953)
- Cardinal Luigi Raimondi (1954)
- Archevêque Domenico Picchinenna (it) (1954)
- Archevêque Mario Jsmaele Castellano (it), O.P. (1954)
- Archevêque Antonio Iannucci (it) (1955)
- Archevêque Paolo Carta (1955)
- Évêque Siro Silvestri (it) (1955)
- Évêque Heinrich Forer (de) (1956)
- Évêque Telesforo Giovanni Cioli (de), O.Carm. (1956)
- Évêque Mario Di Lieto (1956)
- Archevêque Aurelio Signora (1957)
- Archevêque Orazio Semeraro (it) (1957)
- Évêque Felice Leonardo (it) (1957)